# 5040 (число)
5040 (пять тысяч сорок) — натуральное число, расположенное между числами 5039 и 5041. Оно не является простым числом, а относительно последовательности простых чисел расположено между 5039 и 5051.

## В математике
5040 равно 7 факториал, также 5040=7×8×9×10, таким образом, данное число примечательно тем, что его можно двумя различными способами представить в виде произведения последовательных натуральных чисел. Делится нацело на все числа от 1 до 10, а также на 12, имеет 60 делителей, что делает его сверхсоставным числом.